# 5013 Suzhousanzhong
5013 Suzhousanzhong è un asteroide della fascia principale. Scoperto nel 1964, presenta un'orbita caratterizzata da un semiasse maggiore pari a 2,7610277 UA e da un'eccentricità di 0,0689927, inclinata di 3,70170° rispetto all'eclittica.